# Pareuxoa lacustris
Pareuxoa lacustris là một loài bướm đêm trong họ Noctuidae.